# HD46614
HD46614 — хімічно пекулярна зоря спектрального класу A3, що має видиму зоряну величину в смузі V приблизно  7,4.
Вона  розташована на відстані близько 876,8 світлових років від Сонця.